# Discografia dei Virgin Steele
Questa voce contiene l'intera discografia della band heavy metal statunitense Virgin Steele dagli esordi fino ai tempi odierni.

## Discografia

### Album in studio
- 1982 - Virgin Steele (rimasterizzato nel 2002)
- 1983 - Guardians of the Flame (rimasterizzato nel 2002)
- 1986 - Noble Savage (ristampato nel 1997, rimasterizzato nel 2008 e, quindi, ripubblicato nel 2011 con Bonus CD)
- 1988 - Age of Consent (ristampato nel 1997, rimasterizzato nel 2008 e, quindi, ripubblicato nel 2011 con Bonus CD)
- 1993 - Life Among the Ruins (rimasterizzato nel 2008 e, quindi, ripubblicato nel 2012 con Bonus CD)
- 1994 - The Marriage of Heaven and Hell - Part One (ristampato nel 1999 e rimasterizzato nel 2008)
- 1995 - The Marriage of Heaven and Hell - Part Two (ristampato nel 1999 e rimasterizzato nel 2008)
- 1998 - Invictus (rimasterizzato nel 2014)
- 1999 - The House of Atreus: Act I
- 2000 - The House of Atreus: Act II
- 2006 - Visions of Eden (versione remix + versione rimasterizzata nel 2017)
- 2010 - The Black Light Bacchanalia
- 2015 - Nocturnes of Hellfire & Damnation
- 2018 - Ghost Harvest - Vintage I - Black Wine for Mourning (*)
- 2018 - Ghost Harvest - Vintage II - Red Wine for Warning (*)
- 2018 - Gothic Voodoo Anthems (*)(compil)
- 2023 - The Passion Of Dionysus

(*) nuovi album inclusi nel box-set del 2018 Seven Devils Moonshine

### EP
- 1983 - A Cry in the Night (Pubblicato negli USA con il titolo "Wait for the Night") (Incluso nella ristampa del 2002 di Guardians of the Flame come materiale bonus)
- 2000 - Magick Fire Music

### Edizioni raccolta
- 1995 - The Marriage of Heaven and Hell - Part One / Part Two (Racchiude insieme le due parti)
- 2014 - The Marriage of Heaven and Hell - Part One & Part Two (Raccoglie i due album con l'aggiunta di alcune bonus track, anch'esse rimasterizzate)
- 2016 - The House of Atreus: Act I & Act II (Contiene i due album e l'EP Magick Fire Music, il tutto rimasterizzato)
- 2017 - Visions of Eden (Contiene l'intero album in due versioni distinte: re-mixato e ri-masterizzato)

### Compilation
- 2001 - Hymns to Victory (Raccolta di pezzi rimasterizzati contenente anche un paio di inediti e alcune versioni alternative) (*)
- 2002 - The Book of Burning (Contiene qualche inedito, ri-registrazioni di brani risalenti al primissimo periodo e ri-arrangiamenti di altri più recenti) (*)

(*) ristampe incluse nel box-set del 2018 Seven Devils Moonshine

### Singoli
- 1983 - A Cry in the Night
- 1992 - Snakeskin Voodoo Man
- 1998 - Through Blood and Fire

### Demo
- 1982 - Demo

## Videografia
- 1992 - Tale Of The Snakeskin Voodoo Man